# Billie Eilish: Live at the O2
Billie Eilish: Live at the O2, também conhecido como Billie Eilish: Live at the O2 (Extended Cut), é um filme-concerto de 2023 da cantora e compositora estadunidense Billie Eilish. O filme data da gravação de um dos seis shows de Eilish na The O2 Arena em 2022, entre 10 e 26 de junho daquele ano. Seu lançamento ocorreu em 27 de janeiro de 2023 ao redor do mundo, por apenas um dia.

## Realização
O filme musical dirigido por Sam Wrench contou com "20 câmeras de sensor completo com vidro cinematográfico", com exibição em 4K e som Dolby Atmos
Billie Eilish: Live at the O2 originalmente foi transmitido ao vivo como parte do evento Apple Music Live, até a Versão Estendida com novos 30 minutos e 6 performances ser anunciada.
O filme musical foi indicado ao Grammy Award para melhor vídeo musical, concorrendo na 65ª cerimônia anual do Grammy Awards.

## Repertório
Repertório referente às apresentações de Eilish na The O2 Arena durante a turnê Happier Than Ever, The World Tour, mas que não necessariamente reflete o repertório dos demais shows da turnê.
1. "Oxytocin" (intro)
2. "Bury a Friend"
3. "I Didn't Change My Number"
4. "NDA"
5. "Therefore I Am"
6. "My Strange Addiction"
7. "Idontwannabeyouanymore" / "Lovely"
8. "You Should See Me in a Crown"
9. "Billie Bossa Nova"
10. "GOLDWING"
11. "Halley's Comet"
12. "Oxytocin"
13. "Ilomilo"
14. "Your Power"
15. "Male Fantasy"
16. "Not My Responsibility"
17. "Overheated"
18. "Bellyache" / "Ocean Eyes"
19. "Bored"
20. "Getting Older"
21. "Lost Cause"
22. "When the Party's Over"
23. "All the Good Girls Go to Hell"
24. "Everything I Wanted"
25. "Bad Guy"
26. "Happier Than Ever"
27. "Goodbye"